# جزيرة كولتشاك
جزيرة كولتشاك (بالروسية: остров Колчака)، هي جزيرة في بحر كارا شمال شرق شبه جزيرة شترمانوف. تقع بالقرب من الطرف الجنوبي لأرخبيل نوردينسكيولد، ولكنها ليست جزءًا جغرافيًا منه.

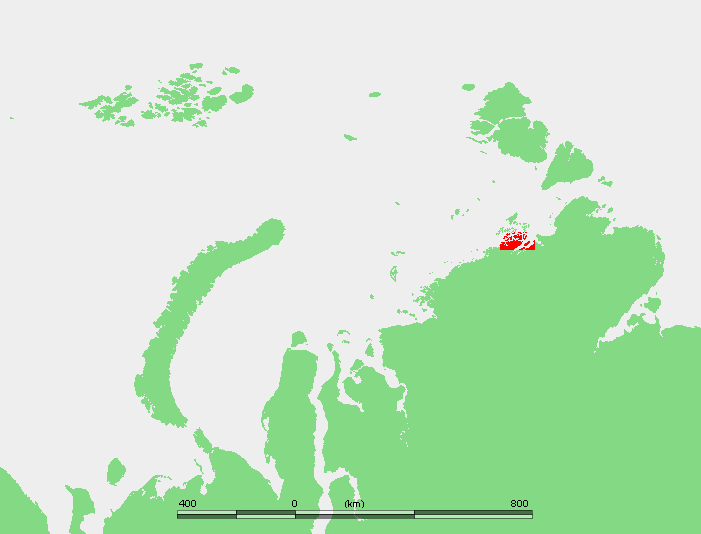
موقع جزيرة كولتشاك في بحر كارا

سميت هذه الجزيرة باسم ألكسندر كولتشاك، مكتشفها ومستكشفها. كان قد انضم إلى بعثة إدوارد تول في القطب الشمالي 1900-1902 (البعثة القطبية الروسية)، والتي استكشفت العديد من الجزر غير المعروفة في بحر كارا. كان الهدف الرئيسي للرحلة الاستكشافية هو العثور على أرض سانيكوف الأسطورية.